# Kataonija
Kataonija (starogrško Kαταoνία, latinizirano: Kataonía) je bila ena od pokrajin staroveške Kapadokije. 
Strabon jo je po svojem obisku takole opisal:  
Kataonija je ravna nižina, obdana  z gorami: na jugu z Amanusom in na zahodu z Antitaurusom, odcepom Kilikijskega Taurusa. V slednjem so  globoke ozke doline. V eni od njih je veliko mesto Komana ob reki Sarus, ki teče skozi vrzeli v Taurusu v Kilikijo in Sredozemsko morje. Skozi kataonsko nižino teče reka Piramus, ki izvira sredi nižine in prav tako prehaja skozi vrzeli Taurusa v Kilikijo. Ravnina je zelo rodovitna, vendar nima zimzelenih rastlin.
Strabon omenja tudi tempelj Zevsa Dacija ob velikem slanem jezeru s strmimi bregovi, tako da je "spust do njega kot spuščanje po stopnicah". Jezero se ni nikoli povečalo in ni imelo vidnega odtoka. 
V kataonski nižini ni bilo mest,  na okoliških hribih pa so bile močne utrdbe, med njimi Azamora in Dastarkum, okoli katerih je tekla reka Karmalas, verjetno  Zamantı. V pokrajini je bil tudi tempelj Kataonskega Apolona, zelo znan po celi Kapadokiji. Ptolemaj v svoji Kataoniji omenja enajst mest, vključno s Kabasom in Heraklejo Kibistro, ki je daleč onkraj meja Strabonove Kataonije. Ptolemajeva Kataonija, če je bila resnična, je povsem druga od Strabonove. 
Mesto Kukus, omenjeno v Antoninovem itinerarju, je današnji Göksun. Prebivalce Kataonije so starem veku razlikovali od drugih Kapadočanov in jih imeli za drugačno ljudstvo, vendar Strabon ni opazil nobene razlike niti v običajih niti v jeziku.

## Sklica
1. ↑  A.H.M. Jones, The Cities of the Eastern Roman Provinces (The Clarendon Press, 1937), str. 431 n12.
2. ↑  Ptolemaj, 5.7

## Vir
- Smith, William (ur.). Dictionary of Greek and Roman Geography, "Cataonia", London, 1854.